# Laird Sloan
Laird de Lacey Sloan (* 3. Oktober 1935 in Québec; † 23. Juni 2017) war ein kanadischer Sprinter.
Bei den British Empire and Commonwealth Games 1954 in Vancouver erreichte er über 440 Yards das Halbfinale und gewann Silber mit der kanadischen 4-mal-440-Yards-Stafette.
1956 schied er bei den Olympischen Spielen in Melbourne über 400 m im Vorlauf aus und kam in der 4-mal-400-Meter-Staffel mit der kanadischen Mannschaft auf den fünften Platz.
1957 wurde er Kanadischer Meister über 220 Yards und 440 Yards. Seine persönliche Bestzeit über letztere Distanz von 48,5 s (entspricht 48,2 s über 400 m) stellte er 1954 auf.